# Gunthorpe (Cambridgeshire)
Gunthorpe – dzielnica miasta Peterborough w Anglii, w hrabstwie Cambridgeshire, w dystrykcie (unitary authority) Peterborough. Leży 4 km od centrum miasta Peterborough. W 1921 roku civil parish liczyła 75 mieszkańców.